# Yssandon
Yssandon é uma comuna francesa na região administrativa da Nova Aquitânia, no departamento de Corrèze. Estende-se por uma área de 20,17 km². Em 2010 a comuna tinha 687 habitantes (densidade: 34,1 hab./km²).